# Наша версия
«Наша версия» — российское еженедельное общественно-политическое издание, выходящее на русском языке в формате газеты. Входила в холдинг «Совершенно секретно».
Позиционирует себя как «общероссийская газета независимых журналистских расследований».

## История создания
Еженедельная газета «Совершенно Секретно — Версия» была основана в 1998 году российским журналистом Артемом Боровиком.
В 2005 году газета получила новое имя — «Наша версия». В том же году Издательский дом Родионова в лице Евгения Додолева пытался приобрести газету вместе со всем холдингом.
В 2007 году издание было продано новому владельцу — главному редактору газеты «Аргументы и факты» и миноритарному акционеру одноименного ИД Николаю Зятькову.
В январе 2017 года Николай Зятьков стал президентом одноимённого издательского дома.
По состоянию на 2017 год редакция издавала окружную газету в Западном округе Москвы.

## Журналисты газеты в разные годы
- Леонид Радзиховский — работал в 2000-х годах в качестве свободного журналиста.
- Олег Братишко — главный редактор с 2007 по 2010 года.
- Василий Гулин — работал в издании при запуске проекта, в 1998 году. Вернулся в «Нашу Версию» в 2007 году. Занимал пост главного редактора до мая 2013 года.
- Александр Синищук — главный редактор еженедельника с мая 2013 г.
- Константин Зятьков — с 2007 года генеральный директор ООО «Версия». Позже главный редактор сайта. С января 2020 года — главный редактор еженедельника.

## Региональные представительства
Газета имеет ряд региональных издательских проектов:
- «Наша Версия на Неве» — региональный издательский проект на территории Северо-Западного федерального округа
- «Наша Версия в Саратове»,
- «Наша Версия в РБ» — региональное издание в Республике Башкортостан.

## Критика
В 2016 году издание было упомянуто Оперативной рабочей группой по стратегическим коммуникациям Европейской группы внешних связей Европейского союза в списке СМИ, замеченных в распростренении дезинформации, в частности, за ложную новость о планах по созданию «крымскотатарского государства».